# Hasan Doğan Millî Takımlar Kamp ve Eğitim Tesisleri
Hasan Doğan Millî Takımlar Kamp ve Eğitim Tesisleri – kompleks piłkarski w miejscowości Riva, dzielnicy Stambułu, w Turcji. Obiekt należy do Tureckiej Federacji Piłkarskiej i służy jako centrum treningowe dla tureckich reprezentacji piłkarskich. Budowę kompleksu zainaugurowano 9 kwietnia 2013 roku, a jego otwarcie nastąpiło 4 lipca 2014 roku. Centrum nosi imię Hasana Doğana, byłego prezesa Tureckiej Federacji Piłkarskiej. W 2017 roku obiekt był jedną z aren turnieju finałowego Pucharu Regionów UEFA (rozegrano na nim sześć spotkań fazy grupowej oraz finał), a także Mistrzostw Europy w Amp Futbolu (odbyły się na nim wszystkie spotkania tej imprezy z wyjątkiem meczu finałowego).